# Vrijdagmoskee van Nisjapoer
De Vrijdagmoskee van Nishapur (Perzisch: مسجد جامع نیشابور - Masjid-e-Jameh Neyshabur) is de grote moskee (Jameh) van de stad Nisjapoer, gelegen in de provincie Khorasan, (Iran). De moskee werd opgericht in 1493 door Pahlavan Ali Karkhi, tijdens het bewind van Husayn Bayqarah van de Timoeridendynastie, en werd herbouwd tijdens het bewind van Abbad I van het Perzisch Sultanaat.